# Đội tuyển bóng đá nữ Olympic Vương quốc Liên hiệp Anh và Bắc Ireland
Đội tuyển bóng đá nữ Olympic Vương quốc Liên hiệp Anh và Bắc Ireland là đội tuyển đại diện cho Vương quốc Liên hiệp Anh và Bắc Ireland ở nội dung môn bóng đá nữ của Thế vận hội Mùa hè. Thông thường Vương quốc Liên hiệp Anh không có đại diện tham dự vòng loại Thế vận hội mà sẽ là các đại diện của Anh, Scotland, Wales và Bắc Ireland. Tuy nhiên do Luân Đôn là chủ nhà của Thế vận hội Mùa hè 2012 nên nước chủ nhà quyết định cử một đội tuyển bóng đá Olympic để tranh tài, với thành phần là các cầu thủ của hầu hết các quốc gia trong liên hiệp.
Về sau, FIFA quy định đội tuyển Vương quốc Anh không được tham dự môn bóng đá tại các kỳ Olympic sau nếu không có sự đồng thuận của cả 4 liên đoàn bóng đá của 4 quốc gia cấu thành. Kỳ Olympic năm 2016, 4 liên đoàn đã không đạt được sự đồng thuận, nhưng đến kỳ Olympic năm 2020, 4 liên đoàn đã đạt được đồng thuận. Vương quốc Anh đã giành quyền tham dự sau khi đội tuyển Anh là 1 trong 3 đội UEFA tiến sâu nhất tại World Cup 2019. 

## Bối cảnh
Khi FA được thành lập vào năm 1863, phạm vi địa lý mà cơ quan này điều hành không được phân định rõ ràng: người ta không nói rõ là chỉ nước Anh hoặc là cả Vương quốc Liên hiệp Anh hay thậm chí là cả thế giới. Mọi việc được giải quyết khi Hiệp hội bóng đá Scotland (SFA) thành lập vào năm 1873, Hiệp hội bóng đá Wales (FAW) vào năm 1876 và Hiệp hội bóng đá Bắc Ireland (IFA) năm 1880. Kể từ đó mỗi liên đoàn thành lập ra các đội tuyển của riêng mình và không hề có một "Hiệp hội bóng đá Vương quốc Liên hiệp Anh" nào được sáng lập. Mặc dù từng có một đội tuyển nam do FA chọn lựa, với thành phần đôi khi có cả các cầu thủ ngoài Anh, đại diện cho Vương quốc Anh tại Olympic từ năm 1908 tới năm 1972, người Anh không còn cử một đội tuyển nào tham dự Olympic.

## Thế vận hội Mùa hè 2012

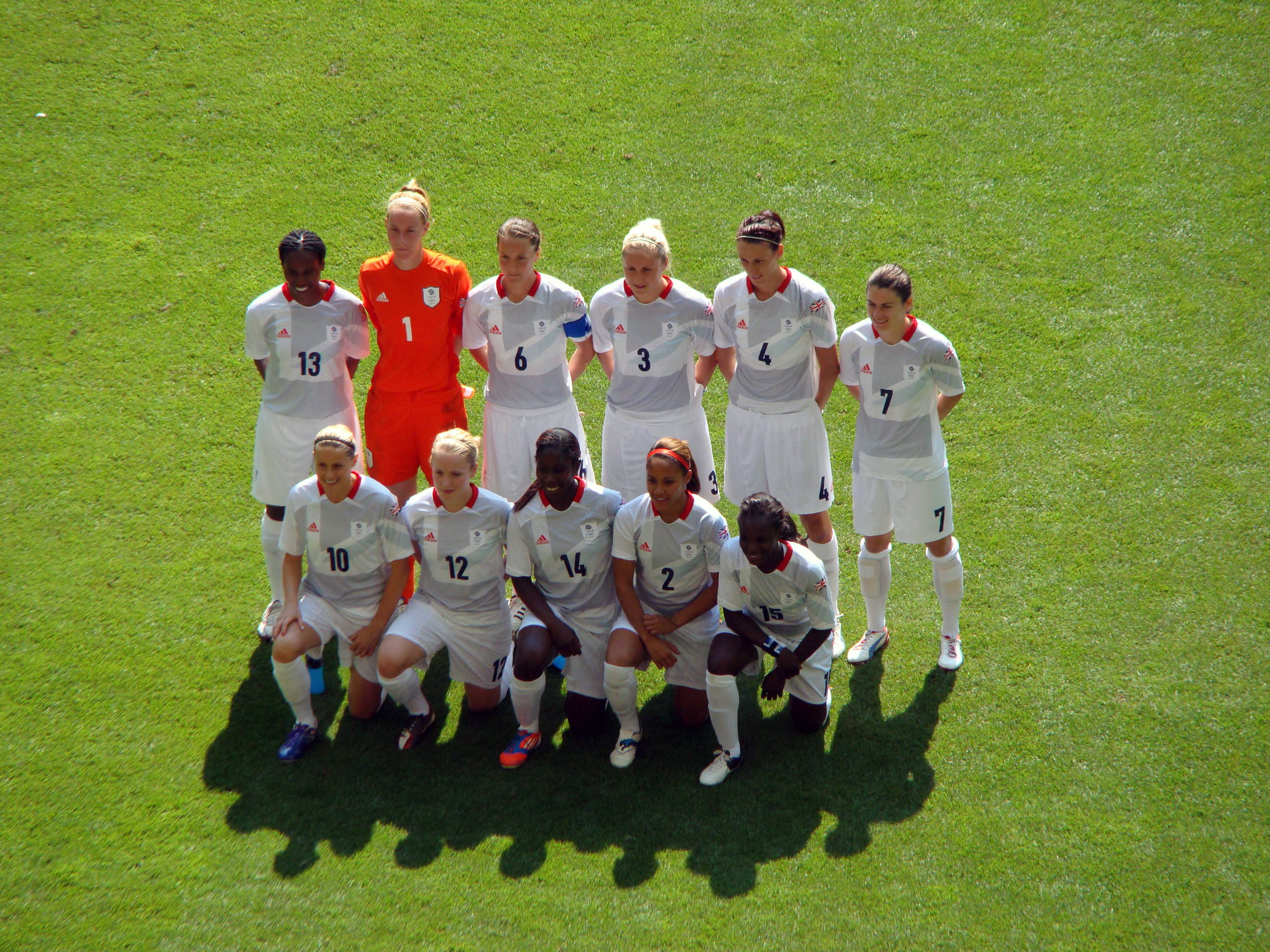
Đội tuyển Vương quốc Anh trước thềm trận đấu đầu tiên tại Thế vận hội.

Do Luân Đôn thành công trong việc giành quyền đăng cai Thế vận hội mùa hè 2012, nước Anh được phép cử đại diện tham dự môn bóng đá. Hiệp hội Olympic Anh Quốc (BOA) tuyên bố sẽ cử một đội tuyển tham dự, nhưng Hiệp hội bóng đá Scotland (SFA) lại từ chối tham dự các buổi thảo luận của các quốc gia thuộc Liên hiệp Anh để thảo luận về khả năng thành lập một đội tuyển trong khi Hiệp hội bóng đá Wales thì rút lui khỏi các cuộc thương lượng. Vào tháng 10 năm 2007 Hiệp hội bóng đá Bắc Ireland (của Bắc Ireland) cũng cho biết sẽ không tham dự vào thành phần đội tuyển Vương quốc Anh thống nhất, khiến FA trở thành liên đoàn duy nhất vẫn giữ ý nguyện. Người ta cho rằng các liên đoàn kia lo sợ sẽ mất vị trí bỏ phiếu ưu tiên của họ trong the IFAB.
Trước đấy đội tuyển Anh từng giành quyền dự Thế vận hội Bắc Kinh 2008 nhờ lọt vào tứ kết Giải vô địch bóng đá nữ thế giới 2007. Tuy nhiên do các liên đoàn thuộc Vương quốc Anh không tìm được tiếng nói chung nên đội tuyển buộc phải lỡ hẹn với giải đấu này. Thụy Điển là đội thay thế cho họ tại vòng bảng.
Sau thông báo ban đầu vào tháng 5 năm 2009 về thỏa thuận rằng FA sẽ thành lập một đội tuyển chỉ gồm các cầu thủ Anh, FA ra một thông báo vào tháng 6 năm 2011 xác nhận rằng sau các cuộc thương lượng với các liên đoàn và BOA, họ sẽ cử một đội tuyển gồm các cầu thủ trên toàn liên hiệp. Mặc dù quyết định này gây phẫn nộ cho các liên đoàn còn lại, những người khẳng định họ chưa hề được FA hỏi ý ý kiến, SFA vẫn phải thừa nhận họ không thể nào cấm cản các cầu thủ Scotland gia nhập đội tuyển. Vào tháng 11 năm 2011 Hiệp hội Cầu thủ Chuyên nghiệp Anh cảnh báo SFA, FAW và IFA không được "hăm dọa" để các cầu thủ không tham dự vào đội tuyển.
Vào tháng 6 năm 2011 tiền đạo số một của Arsenal Ladies và đội tuyển Scotland Julie Fleeting tuyên bố không tham gia đội tuyển. Cô đồng tình với quan điểm của cha mình là Jim Fleeting, đồng thời là giám đốc phát triển bóng đá của SFA, rằng việc tham dự có thể sẽ "gây nguy hại" cho đội tuyển quốc gia Scotland. Đồng đội của Fleeting là Kim Little lại thể hiện quan điểm trái ngược hoàn toàn khi cho rằng không có lý do gì để "ngăn không cho một cầu thủ một giải lớn như Olympic" và toàn tâm toàn ý phục vụ tại đội tuyển nếu được gọi. Đồng hương Scotland Rachel Corsie và Jennifer Beattie, cũng như tiền vệ Gwennan Harries của xứ Wales cũng bày tỏ mong muốn gia nhập.
Tháng 10 năm 2011, huấn luyện viên đội tuyển Anh Hope Powell được chỉ định là huấn luyện viên. Powell bắt đầu chọn lựa đội hình bằng việc gửi thư tới những ai mà bà đang cân nhắc và tạo điều kiện nếu bất kì ai muốn rút lui.

### Thành tích
Đội tuyển Vương quốc Anh được phân sẵn ở bảng E của Thế vận hội trước khi cuộc bốc thăm diễn ra, và có hai trận đấu đầu tiên tại Sân vận động Thiên niên kỷ ở Cardiff. Bảng của họ bao gồm các đội tuyển New Zealand, Cameroon và Brasil.
Trận đấu đầu tiên của đội là trận thắng Nam Phi 3–1 trong một trận đấu tập vào ngày 15 tháng 7 năm 2012 tại Birmingham. Họ có trận đấu chính thức đầu tiên vào ngày 20 tháng 7 khi cầm hòa Thụy Điển không bàn thắng.
Giao hữu
| Anh Quốc | 0–0      | Thụy Điển |
| -------- | -------- | --------- |
|          | Chi tiết |           |

Vòng bảng
| Anh Quốc     | 1–0      | New Zealand |
| ------------ | -------- | ----------- |
| Houghton 64' | Chi tiết |             |

| Anh Quốc                                 | 3–0      | Cameroon |
| ---------------------------------------- | -------- | -------- |
| Stoney 18' · J. Scott 23' · Houghton 82' | Chi tiết |          |

| Anh Quốc    | 1–0      | Brasil |
| ----------- | -------- | ------ |
| Houghton 2' | Chi tiết |        |

| Anh Quốc | 0–2      | Canada                     |
| -------- | -------- | -------------------------- |
|          | Chi tiết | Filigno 12' · Sinclair 26' |

### Đội hình
Dưới đây là đội hình tham dự Thế vận hội Luân Đôn 2012 gồm 16 người Anh và hai người Scotland. Không có cầu thủ xứ Wales hay Bắc Ireland nào được lựa chọn, mặc dù vậy vẫn có một cầu thủ Bắc Ireland có tên trong danh sách dự phòng. Dunia Susi được gọi thay cho Ifeoma Dieke sau khi Dieke gặp chấn thương trong trận thắng 3–0 trước Cameroon.
| 1  | TM | Karen Bardsley  | 14 tháng 10, 1984 | 5 | 0 | Linköpings              |  |  |
| 18 | TM | Rachel Brown    | 2 tháng 7, 1980   | 1 | 0 | Everton                 |  |  |
|    |    |                 |                   |   |   |                         |  |  |
| 2  | HV | Alex Scott      | 14 tháng 10, 1984 | 5 | 0 | Arsenal                 |  |  |
| 3  | HV | Steph Houghton  | 23 tháng 4, 1988  | 5 | 3 | Arsenal                 |  |  |
| 5  | HV | Sophie Bradley  | 21 tháng 10, 1989 | 4 | 0 | Lincoln Ladies          |  |  |
| 6  | HV | Casey Stoney    | 13 tháng 5, 1982  | 5 | 1 | Lincoln Ladies          |  |  |
| 13 | HV | Ifeoma Dieke    | 26 tháng 2, 1981  | 3 | 0 | Vittsjö GIK             |  |  |
| 16 | HV | Claire Rafferty | 11 tháng 1, 1989  | 1 | 0 | Chelsea                 |  |  |
| 19 | HV | Dunia Susi      | 11 tháng 8, 1987  | 0 | 0 | Chelsea                 |  |  |
|    |    |                 |                   |   |   |                         |  |  |
| 4  | TV | Jill Scott      | 2 tháng 2, 1987   | 5 | 1 | Everton                 |  |  |
| 8  | TV | Fara Williams   | 25 tháng 1, 1984  | 5 | 0 | Everton                 |  |  |
| 12 | TV | Kim Little      | 29 tháng 6, 1990  | 5 | 0 | Arsenal                 |  |  |
| 14 | TV | Anita Asante    | 27 tháng 4, 1985  | 5 | 0 | Kopparbergs/Göteborg FC |  |  |
|    |    |                 |                   |   |   |                         |  |  |
| 7  | TĐ | Karen Carney    | 1 tháng 8, 1987   | 5 | 0 | Birmingham City         |  |  |
| 9  | TĐ | Ellen White     | 9 tháng 5, 1989   | 4 | 0 | Arsenal                 |  |  |
| 10 | TĐ | Kelly Smith     | 29 tháng 10, 1978 | 4 | 0 | Arsenal                 |  |  |
| 11 | TĐ | Rachel Yankey   | 1 tháng 11, 1979  | 5 | 0 | Arsenal                 |  |  |
| 15 | TĐ | Eniola Aluko    | 21 tháng 2, 1987  | 5 | 0 | Birmingham City         |  |  |
| 17 | TĐ | Rachel Williams | 10 tháng 1, 1988  | 1 | 0 | Birmingham City         |  |  |

Danh sách dự phòng
| Số | VT | Cầu thủ        | Ngày sinh (tuổi) | Trận | Bàn | Câu lạc bộ     |
| -- | -- | -------------- | ---------------- | ---- | --- | -------------- |
|    | TM | Emma Higgins   | 15 tháng 5, 1986 | 0    | 0   | KR             |
|    | TĐ | Jessica Clarke | 5 tháng 5, 1989  | 0    | 0   | Lincoln Ladies |
|    | TĐ | Jane Ross      | 18 tháng 9, 1989 | 0    | 0   | Glasgow City   |

## Thành tích tại Thế vận hội
| Năm         | Thành tích               | Trận                     | Thắng                    | Hoà                      | Thua                     | BT                       | BB                       |
| ----------- | ------------------------ | ------------------------ | ------------------------ | ------------------------ | ------------------------ | ------------------------ | ------------------------ |
| 1896 – 1992 | Bóng đá nữ không tổ chức | Bóng đá nữ không tổ chức | Bóng đá nữ không tổ chức | Bóng đá nữ không tổ chức | Bóng đá nữ không tổ chức | Bóng đá nữ không tổ chức | Bóng đá nữ không tổ chức |
| 1996 – 2008 | Không tham dự            | Không tham dự            | Không tham dự            | Không tham dự            | Không tham dự            | Không tham dự            | Không tham dự            |
| 2012        | Tứ kết                   | 4                        | 3                        | 0                        | 1                        | 5                        | 2                        |
| 2016        | Không tham dự            | Không tham dự            | Không tham dự            | Không tham dự            | Không tham dự            | Không tham dự            | Không tham dự            |
| 2020        | Tứ kết                   | 4                        | 2                        | 1                        | 1                        | 7                        | 5                        |
| Tổng        | 2 lần Tứ kết             | 4                        | 3                        | 0                        | 1                        | 5                        | 2                        |